# Tournoi de tennis de Serbie
Le tournoi de Serbie, ou Serbia Open, ou Belgrade Open, est un tournoi international de tennis masculin de l'ATP Tour classé ATP 250 qui s'est déroulé sur terre battue de 2009 à 2022 et sur dur en 2024.

## Histoire
En 2009, le tournoi de Serbie remplace l'Open d'Amersfoort, dont les droits ont été préalablement rachetés par le joueur serbe Novak Djokovic l'année précédente, puis il est retiré du calendrier en 2013, remplacé par le tournoi de Düsseldorf.
En 2021, l'ATP décide de réintégrer le tournoi en catégorie ATP 250 en remplacement du tournoi de Budapest et qui est exceptionnellement joué deux fois au cours de la saison. Cette même année, deux tournois féminins sont également organisés, le premier en mai et le second en juillet.
Le tournoi est transféré en 2023 à Banja Luka, les installations belgradoises faisant l'objet de travaux. En 2024, le tournoi est réintégré en novembre sur dur en intérieur.

## Palmarès messieurs
Le Serbe Novak Djokovic a marqué ce jeune tournoi puisque, après s'être investi personnellement pour sa création, il a remporté deux des quatre premières éditions et détient le record de titres avec 3 trophées.

### Simple
| No | Date       | Nom et lieu du tournoi  | Catégorie      | Dotation       | Surface        | Vainqueur         | Finaliste        | Score          |                |
| -- | ---------- | ----------------------- | -------------- | -------------- | -------------- | ----------------- | ---------------- | -------------- | -------------- |
| 1  | 04-05-2009 | Serbia Open, Belgrade   | ATP 250        | 398 250 €      | Terre (ext.)   | Novak Djokovic    | Łukasz Kubot     | 6-3, 7-60      | Tableau        |
| 2  | 03-05-2010 | Serbia Open, Belgrade   | ATP 250        | 373 200 €      | Terre (ext.)   | Sam Querrey       | John Isner       | 3-6, 7-64, 6-4 | Tableau        |
| 3  | 25-04-2011 | Serbia Open, Belgrade   | ATP 250        | 364 900 €      | Terre (ext.)   | Novak Djokovic    | Feliciano López  | 7-64, 6-2      | Tableau        |
| 4  | 30-04-2012 | Serbia Open, Belgrade   | ATP 250        | 366 950 €      | Terre (ext.)   | Andreas Seppi     | Benoît Paire     | 6-3, 6-2       | Tableau        |
|    | 2013-2020  | Pas de tournoi          | Pas de tournoi | Pas de tournoi | Pas de tournoi | Pas de tournoi    | Pas de tournoi   | Pas de tournoi | Pas de tournoi |
| 5  | 19-04-2021 | Serbia Open, Belgrade   | ATP 250        | 650 000 €      | Terre (ext.)   | Matteo Berrettini | Aslan Karatsev   | 6-1, 3-6, 7-60 | Tableau        |
| 6  | 23-05-2021 | Belgrade Open, Belgrade | ATP 250        | 511 000 €      | Terre (ext.)   | Novak Djokovic    | Alex Molčan      | 6-4, 6-3       | Tableau        |
| 7  | 18-04-2022 | Serbia Open, Belgrade   | ATP 250        | 534 555 €      | Terre (ext.)   | Andrey Rublev     | Novak Djokovic   | 6-2, 46-7, 6-0 | Tableau        |
|    | 2023       | Pas de tournoi          | Pas de tournoi | Pas de tournoi | Pas de tournoi | Pas de tournoi    | Pas de tournoi   | Pas de tournoi | Pas de tournoi |
| 8  | 03-11-2024 | Belgrade Open, Belgrade | ATP 250        | 579 320 €      | Dur (int.)     | Denis Shapovalov  | Hamad Medjedović | 6-4, 6-4       | Tableau        |

### Double
| No | Date       | Nom et lieu du tournoi  | Catégorie      | Dotation       | Surface        | Vainqueurs                           | Finalistes                        | Score             |                |
| -- | ---------- | ----------------------- | -------------- | -------------- | -------------- | ------------------------------------ | --------------------------------- | ----------------- | -------------- |
| 1  | 04-05-2009 | Serbia Open, Belgrade   | ATP 250        | 398 250 €      | Terre (ext.)   | Łukasz Kubot Oliver Marach           | Johan Brunström Jean-Julien Rojer | 6-2, 7-63         | Tableau        |
| 2  | 03-05-2010 | Serbia Open, Belgrade   | ATP 250        | 373 200 €      | Terre (ext.)   | Santiago González Travis Rettenmaier | Tomasz Bednarek Mateusz Kowalczyk | 7-66, 6-1         | Tableau        |
| 3  | 25-04-2011 | Serbia Open, Belgrade   | ATP 250        | 364 900 €      | Terre (ext.)   | František Čermák Filip Polášek       | Oliver Marach Alexander Peya      | 7-5, 6-2          | Tableau        |
| 4  | 30-04-2012 | Serbia Open, Belgrade   | ATP 250        | 366 950 €      | Terre (ext.)   | Jonathan Erlich Andy Ram             | Martin Emmrich Andreas Siljeström | 4-6, 6-2, [10-6]  | Tableau        |
|    | 2013-2020  | Pas de tournoi          | Pas de tournoi | Pas de tournoi | Pas de tournoi | Pas de tournoi                       | Pas de tournoi                    | Pas de tournoi    | Pas de tournoi |
| 5  | 19-04-2021 | Serbia Open, Belgrade   | ATP 250        | 650 000 €      | Terre (ext.)   | Ivan Sabanov Matej Sabanov           | Ariel Behar Gonzalo Escobar       | 6-3, 7-65         | Tableau        |
| 6  | 23-05-2021 | Belgrade Open, Belgrade | ATP 250        | 511 000 €      | Terre (ext.)   | Jonathan Erlich Andrei Vasilevski    | André Göransson Rafael Matos      | 6-4, 6-1          | Tableau        |
| 7  | 18-04-2022 | Serbia Open, Belgrade   | ATP 250        | 534 555 €      | Terre (ext.)   | Ariel Behar Gonzalo Escobar          | Nikola Mektić Mate Pavić          | 6-2, 3-6, [10-7]  | Tableau        |
|    | 2023       | Pas de tournoi          | Pas de tournoi | Pas de tournoi | Pas de tournoi | Pas de tournoi                       | Pas de tournoi                    | Pas de tournoi    | Pas de tournoi |
| 8  | 03-11-2024 | Belgrade Open, Belgrade | ATP 250        | 579 320 €      | Dur (int.)     | Jamie Murray John Peers              | Ivan Dodig Skander Mansouri       | 3-6, 7-65, [11-9] | Tableau        |

## Palmarès dames

### Simple
| No | Date       | Nom et lieu du tournoi         | Catégorie | Dotation  | Surface      | Vainqueure                | Finaliste   | Score        |         |
| -- | ---------- | ------------------------------ | --------- | --------- | ------------ | ------------------------- | ----------- | ------------ | ------- |
| 1  | 16-05-2021 | Serbia Ladies Open, Belgrade   | WTA 250   | 235 238 $ | Terre (ext.) | Paula Badosa Gibert       | Ana Konjuh  | 6-2, 2-0 ab. | Tableau |
| 2  | 26-07-2021 | Belgrade Ladies Open, Belgrade | WTA 125   | 115 000 $ | Terre (ext.) | Anna Karolína Schmiedlová | Arantxa Rus | 6-3, 6-3     | Tableau |

### Double
| No | Date       | Nom et lieu du tournoi        | Catégorie | Dotation  | Surface      | Vainqueures                       | Finalistes                       | Score    |         |
| -- | ---------- | ----------------------------- | --------- | --------- | ------------ | --------------------------------- | -------------------------------- | -------- | ------- |
| 1  | 16-05-2021 | Serbia Ladies Open Belgrade   | WTA 250   | 235 238 $ | Terre (ext.) | Aleksandra Krunić Nina Stojanović | Greet Minnen Alison Van Uytvanck | 6-0, 6-2 | Tableau |
| 2  | 26-07-2021 | Belgrade Ladies Open Belgrade | WTA 125   | 115 000 $ | Terre (ext.) | Olga Govortsova Lidziya Marozava  | Alena Fomina Ekaterina Yashina   | 6-2, 6-2 | Tableau |